# Deutsche Musikbühne
Die Deutsche Musikbühne, auch in der Schreibweise Deutsche Musik-Bühne vorkommend, war ein als Tourneetheater organisiertes Opernensemble. Der Pianist, Dirigent und Kapellmeister Hans Oppenheim und der Theaterintendant Heinrich Reuß gründeten dieses „Musikwandertheater“ im Jahr 1931. Oppenheim leitete dieses Musiktheater in künstlerischer Hinsicht, während Reuß sich um alle anderen Belange in der Leitung des Theaters kümmerte. Das Opernensemble wurde 1934 als „Reichswanderoper“ von den Nationalsozialisten gleichgeschaltet.

## Motivationslage und künstlerische Praxis
Reuß und Oppenheim gründeten 1931 aus Unzufriedenheit mit dem „Repertoiretheatersystem“ die Deutsche Musikbühne als „Tourneeoperntheater“ mit Sitz in Berlin. Als künstlerischer Leiter war Oppenheim maßgeblich an dem anspruchsvollen Repertoire dieses Theaters beteiligt. Auf die im September 1932 erstmals in Berlin aufgeführte Oper „Rodelinda“ von Georg Friedrich Händel folgten nationale und internationale Tourneen unter anderem mit Wolfgang Amadeus Mozarts „Hochzeit des Figaro“ und Richard Strauss’ „Intermezzo“. Beispielsweise gastierte das Ensemble vom 4. bis zum 6. Februar 1933 in der Stadt Memel, die schon lange zuvor selbst kein Opernensemble mehr unterhalten hatte.
Dem Ensemble gehörten mit dem Bühnenbildner Wilhelm Reinking und dem Bariton Knut Olof Strandberg bereits damals renommierte Musiktheaterfachleute an. Mit diesen Aktivitäten zählten Reuß und Oppenheim zu denjenigen Theaterleuten, die sich in der Weimarer Republik um eine Reform der Oper in Deutschland verdient gemacht hatten. Dies betrifft beider publizistische Arbeit wie auch das Engagement für die Deutsche Musikbühne, „die dezidiert eine Alternative zu den künstlerischen und organisatorischen Zwängen des bestehenden Operntheaters bieten sollte.“

## Das schnelle Ende
Im März 1933 wurde Oppenheim ob seiner jüdischen Herkunft aus seiner Führungsfunktion bei der Wanderbühne herausgedrängt. Er stand Plänen im Wege, das notorisch unterfinanzierte Unternehmen der nationalsozialistischen Kulturpolitik in der Hoffnung auf tragfähige Subventionen anzudienen. Die Bühne wurde 1934 der Organisation Kraft durch Freude unterstellt und als Deutsche Musik-Bühne e.V. (Reichswanderoper) gleichgeschaltet. Unter dem zuletzt genannten Namen wurden von Reuß mit dem Dirigenten Paul van Kempen zahlreiche Tonträgeraufnahmen klassischer Werke bei der Deutschen Grammophon eingespielt. Auch Reuß gab bei dieser Gleichschaltung im Jahr 1934 seine Führungsposition in dem Musiktheater auf. Zum Zeitpunkt der Gleichschaltung 1934 war Oppenheim schon aus Deutschland emigriert.